# Sergiu Cioban
Sergiu Cioban (* 7. März 1988) ist ein moldauischer Radrennfahrer.
Sergiu Cioban startete bei der Straßen-Radweltmeisterschaft 2007 in Stuttgart in der U23-Klasse. Im Einzelzeitfahren wurde er 32. und im Straßenrennen belegte er den 101. Platz.
Sieben Mal wurde er moldauischer Meister, darunter sechsmal im Einzelzeitfahren und einmal im Straßenrennen.

## Erfolge
2008
- Moldauischer Meister – Einzelzeitfahren

2010
- Moldauischer Meister – Einzelzeitfahren

2011
- Moldauischer Meister – Einzelzeitfahren

2012
- Moldauischer Meister – Einzelzeitfahren

2013
- Moldauischer Meister – Einzelzeitfahren

2014
- Moldauischer Meister – Einzelzeitfahren
- Moldauischer Meister – Straßenrennen

## Teams
- 2011 Tusnad Cycling Team
- 2012 Tusnad Cycling Team
- 2013 Tusnad Cycling Team